# هنري بيخارانو
هنري بيخارانو (بالإسبانية: Henry Bejarano)‏ هو مدرب كرة قدم ولاعب كرة قدم وحكم كرة قدم كوستاريكي، ولد في 2 يناير 1978.